# Anita Traversi
Anita Traversi (25. juli 1937 – 25. septembar 1991) bila je švajcarska pevačica.

## Karijera
Rođena je u Giubiascu, Traversi je bila ohrabren od strane svog oca, muzičara, i počela da peva sa orkestrom sredinom 1950-ih godina 20. veka. Godine 1956. učestvovala je na švajcarskom izboru za prvo takmičenje za Pesmu Evrovizije, ali njena pesma "Bandanelle Ticinese" nije prošla na Evroviziju. Anita Traversi je sa velikim uspehom predstavljala Švajcarsku na nekoliko festivala kao što je Međunarodni festival pesme u Sopotu (Poljska), Rio de Žaneiru (Brazil), te na festivalu "Zlatni Orfej" (Bugarska). Dvaput se pojavila na Festivalu pesama u Sopotu, prvi put 1962. sa pesmom "Una certa sera" i poljskom pesmom "Jesienna rozłaka". Dobitnica je nagrade za najbolji nastup. Godine 1968. bila je u Sopotu po drugi put za Švajcarsku. Na "Poljski dan" izvela je poljsku pesmu "Odra" i ovaj put je zauzela drugo mesto (pobedila je Annarita Spinaci iz Italije). Tokom festivala izvela je i pesmu "Balalaika", koja je bila jedan od favorita tog festivala. Godine 1970. bila je jedna od velikih zvijezda na "Zlatnom Orfeju" u Bugarskoj sa sjajnom izvedbom bugarske pjesme "Edna bylgarska roza"("Jedna bugarska ruža). Takođe je bila nagrađena i na festivalu u Rio de Žaneiru.

## Pesma Evrovizije
1960. godine, Traversi se ponovo takmičila za predstavnika Švajcarske na Pesmi Evrovizije. Pobedila je sa pesmom "Cielo e terra" ("Nebo i zemlja") te je sa njom otišla na Evroviziju. Dramatična balada, otpevana uz orkestar, "Cielo e terra" završila je na osmom mestu od 13 pesama sa 5 bodova.
Traversi je ponovo pokušala da predstavlja Švajcarsku na Evroviziji 1961. ("Finalmente") i 1963. (sa tri pesme, uključujući i jednu na nemačkom jeziku), ali nijedna pesma nije prošla na takmičenje. Napokon je dobila svoju drugu šansu 1964. godine, kada je pesma "I miei pensieri" ("Moje misli") izabrana da ide na devetu Euroviziju, koja je održana 21. marta u Kopenhagenu. Međutim, ova balada nije pronašla naklonost, budući da je osvojila nula bodova te je delila zadnje mesto sa Jugoslavijom, Nemačkom i Portugalom.

## Kraj karijere
Od sredine šezdesetih godina prošlog veka, karijera Anite Traversi je propala jer njene pesme nisu bile uspešne. Godine 1967. ponovo se pojavila, neuspešno, na švajcarskom nacionalnom izboru za Pesmu Evrovizije. Početkom 1970-ih ona se povukla iz javnosti kako bi se posvetila porodičnom životu. Ipak, 1976. je prdstavila još dve pesme.

## Smrt
Traversi je umrla u Bellinzoni 25. septembra 1991, u dobi od 54 godine.